# Eggkleiva
Eggkleiva är en tätort i Skauns kommun i Trøndelag fylke i mellersta Norge. Orten ligger vid fylkesväg 709, vid norra änden av sjön Laugen.